# St. Peter's College, Cardross

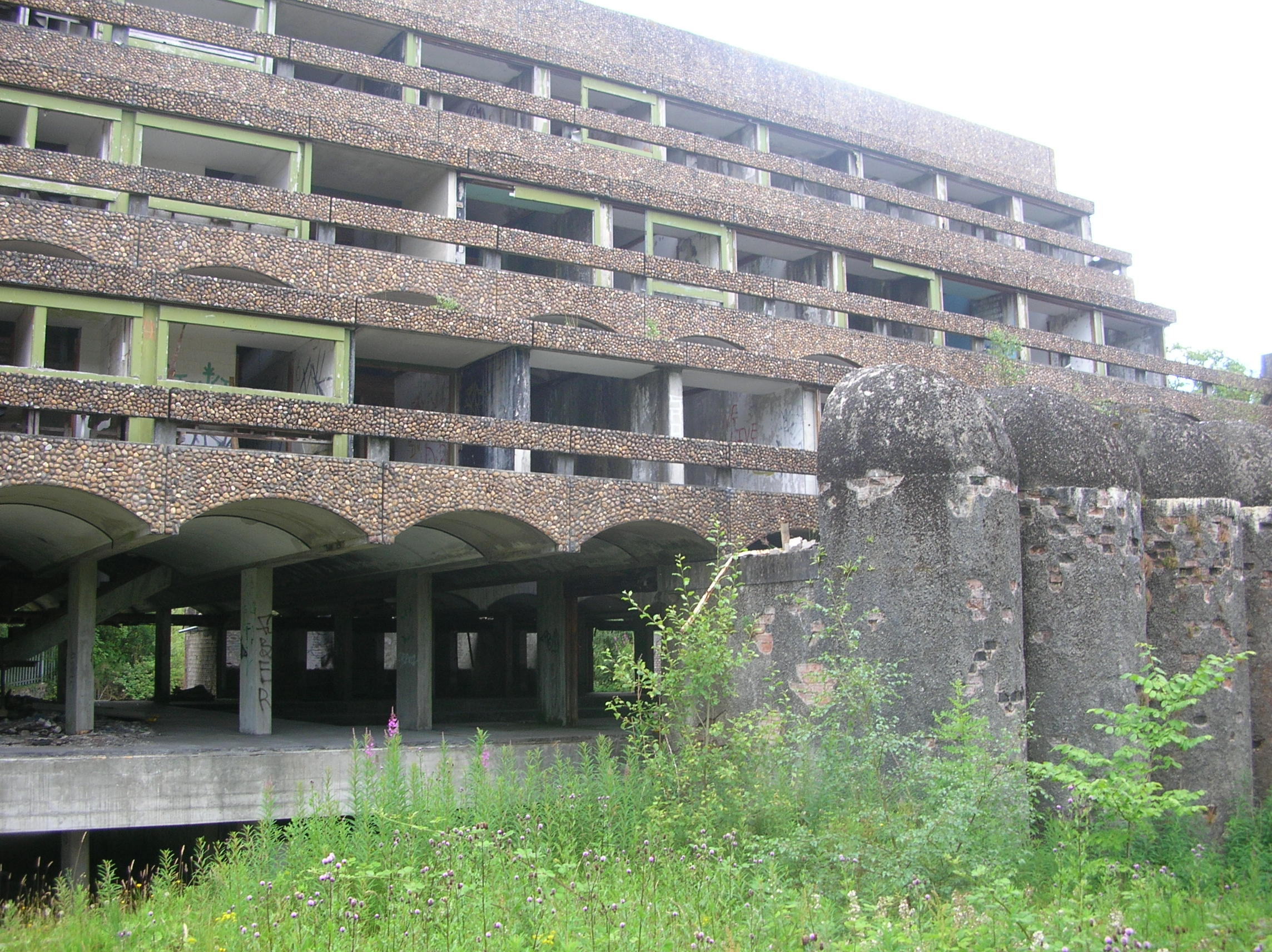
Det övergivna prästseminariet, som det ser ut i början av 2000-talet.

St Peter's College var ett katolskt prästseminarium som uppfördes 1966 i Cardross i Skottland. Det ersatte då en byggnad med samma namn och funktion i Glasgowförorten Bearsden, som 20 år tidigare hade brunnit ned. Arkitektfirman Gillespie, Kidd & Coia fick redan 1953 uppdraget, men diverse kontroverser och problem gjorde att uppförandet drog ut på tiden. Syftet med byggnaden var att hysa boende och utbildning för 100 stycken Romersk-katolska präster enligt den klassiska seminarieformen. I samband med färdigställandet kom dock nya direktiv om utbildning i och med Andra Vatikankonciliet och utförandet på byggnaden var därför ålderdomligt redan när den invigdes. Detta faktum, tillsammans med att antalet katoliker stadigt minskade under 1960-talet, gjorde att verksamheten lades ned redan 1980. Under några år fungerade lokalerna som ett rehabiliteringscentrum för drogmissbrukare, men har stått öde sedan slutet av 1980-talet och har sedan dess förfallit till ruin .
Seminaritet, som bestod av flera sammanbyggda hus, innehöll både undervisningssalar, ett kapell och studentboende som placerades i ett separat fyravåningshus med terrassbalkonger. Konstruktion, dekoration och de flesta detaljerna gjordes i betong.
Arkitekturen, som både andades brutalism och skulptural modernism, med tydliga influenser från Le Corbusier, var spektakulär och har fått diverse priser och utmärkelser. Byggnaden har av den internationella arkitektorganisationen DOCOMOMO som arbetar med att bevara modern arkitektur beskrivits som "en modern byggnad av betydelse för världen". Byggnaden har den högsta skyddsklassen i Storbritannien, vilket inte hindrar att byggnaden för närvarande[när?] är en ruin.

## Bildgalleri

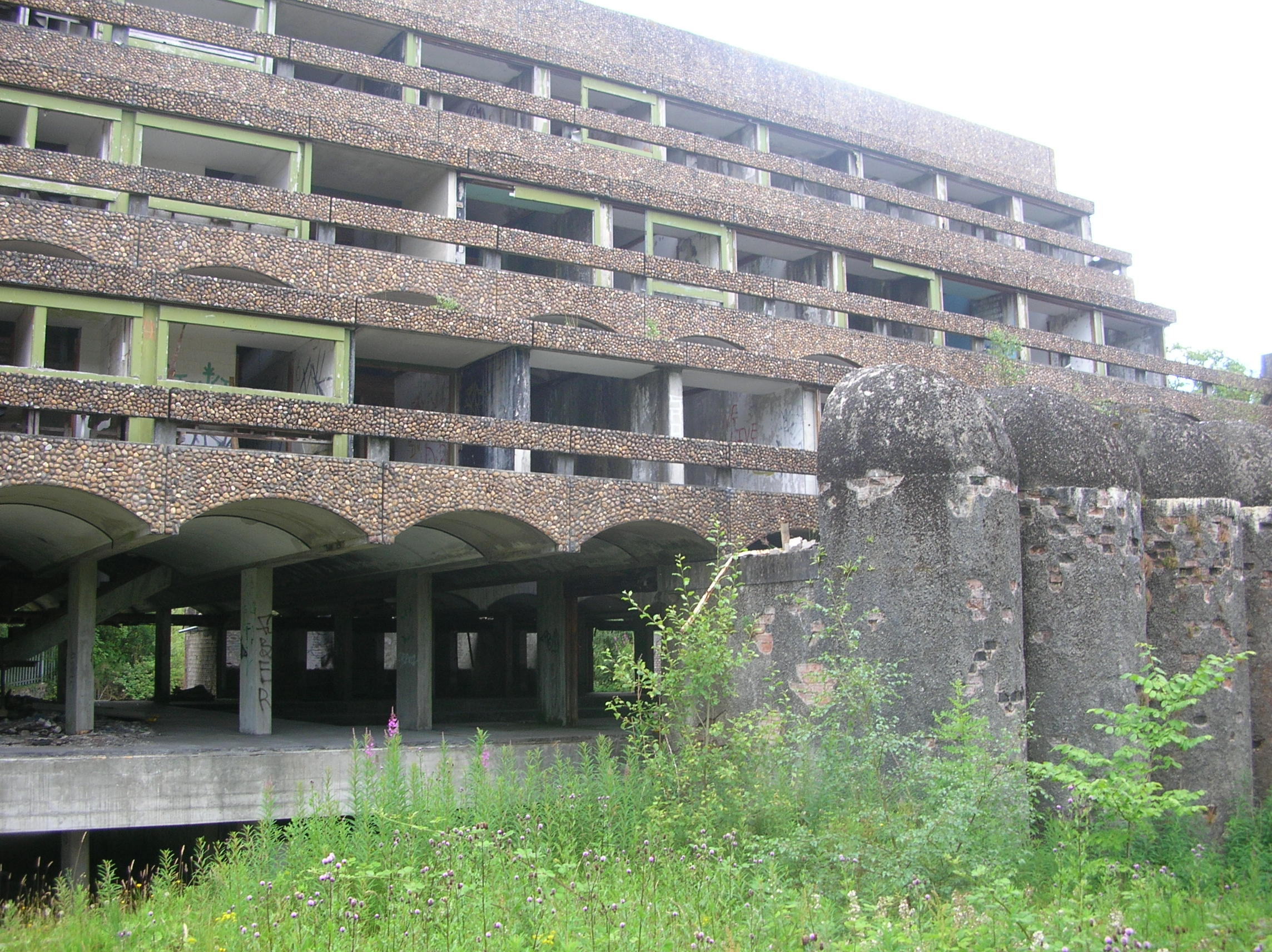
Huvudbyggnaden
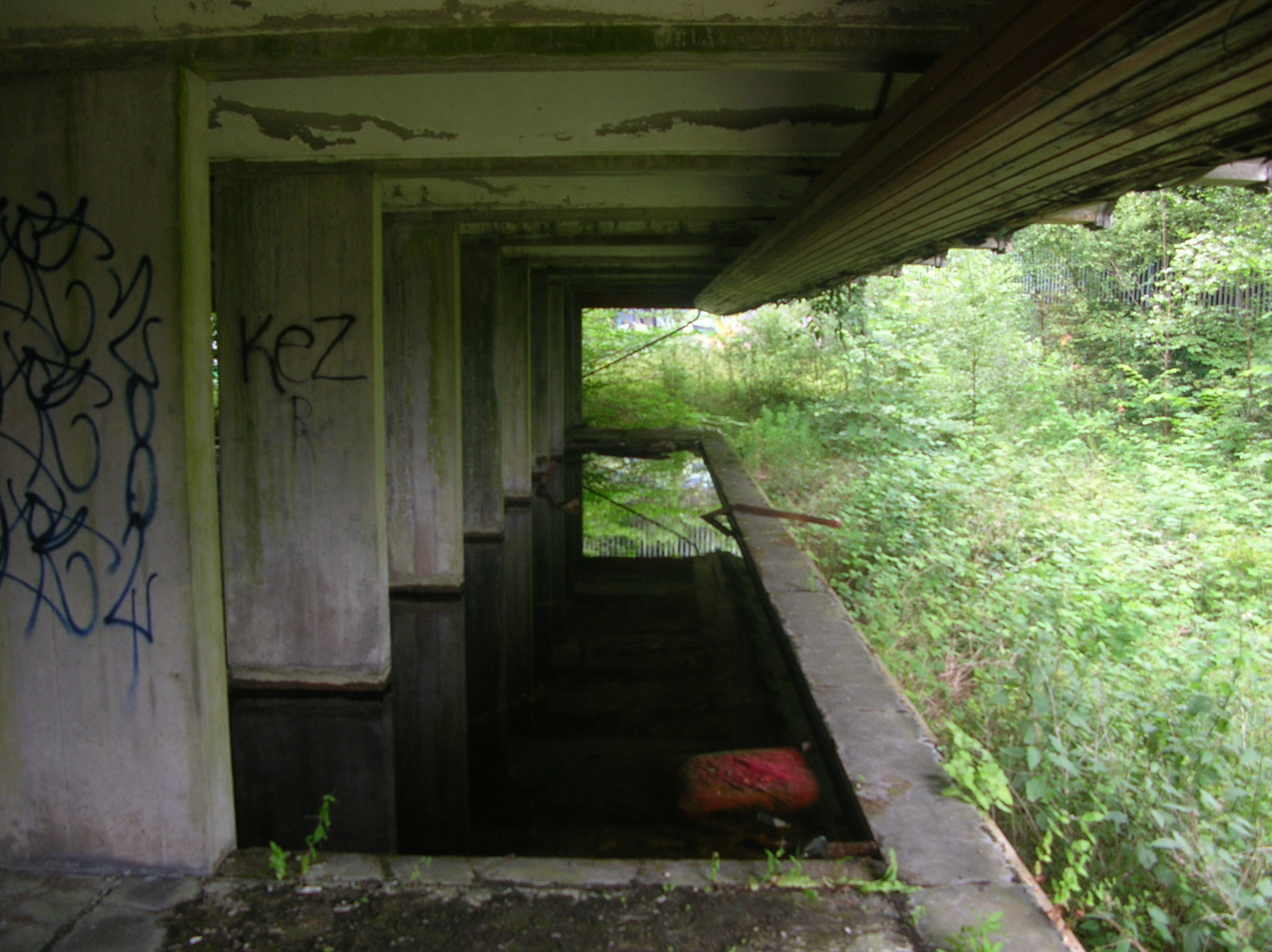
Huvudbyggnaden
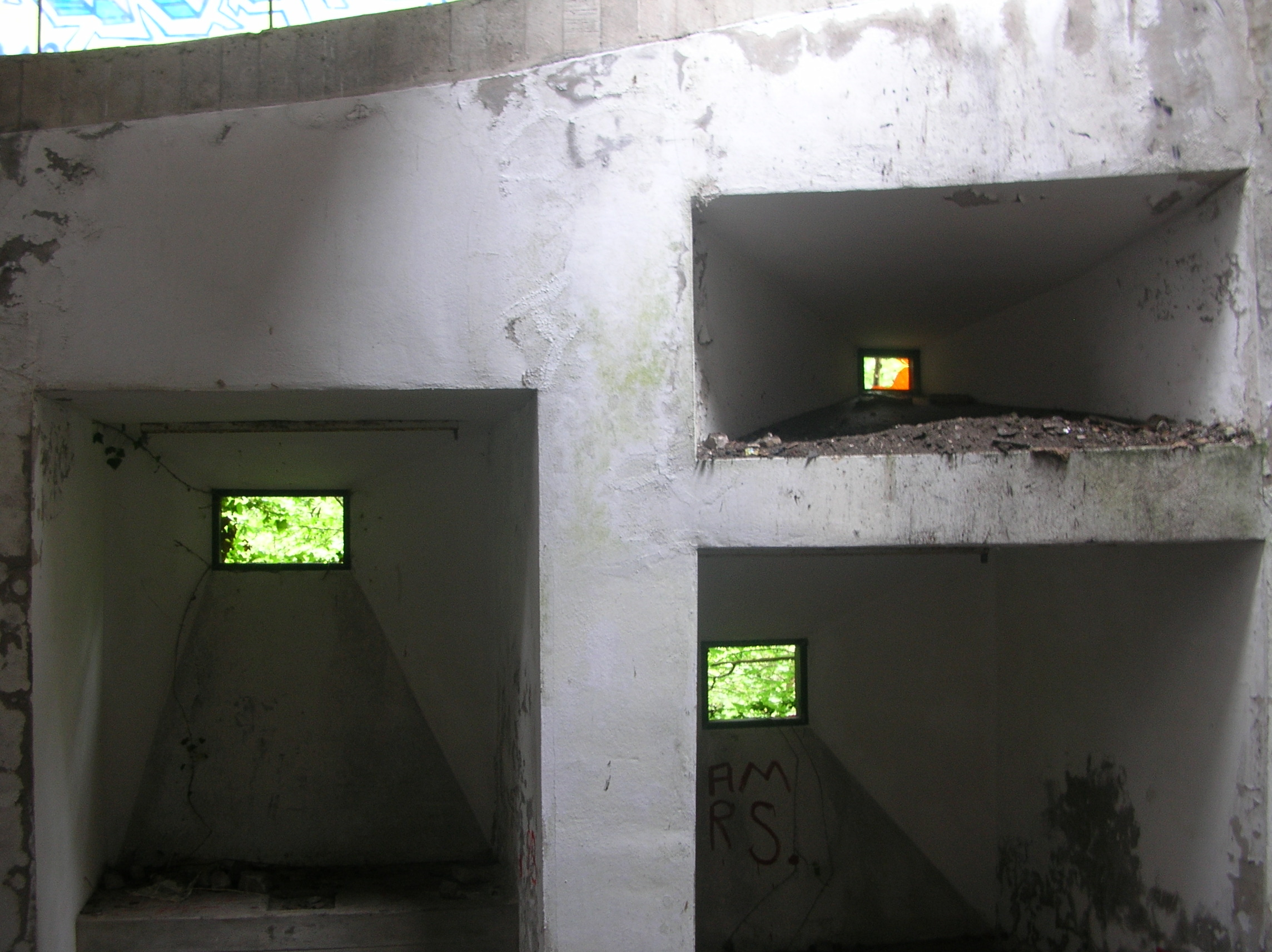
Fönster till kyrkan
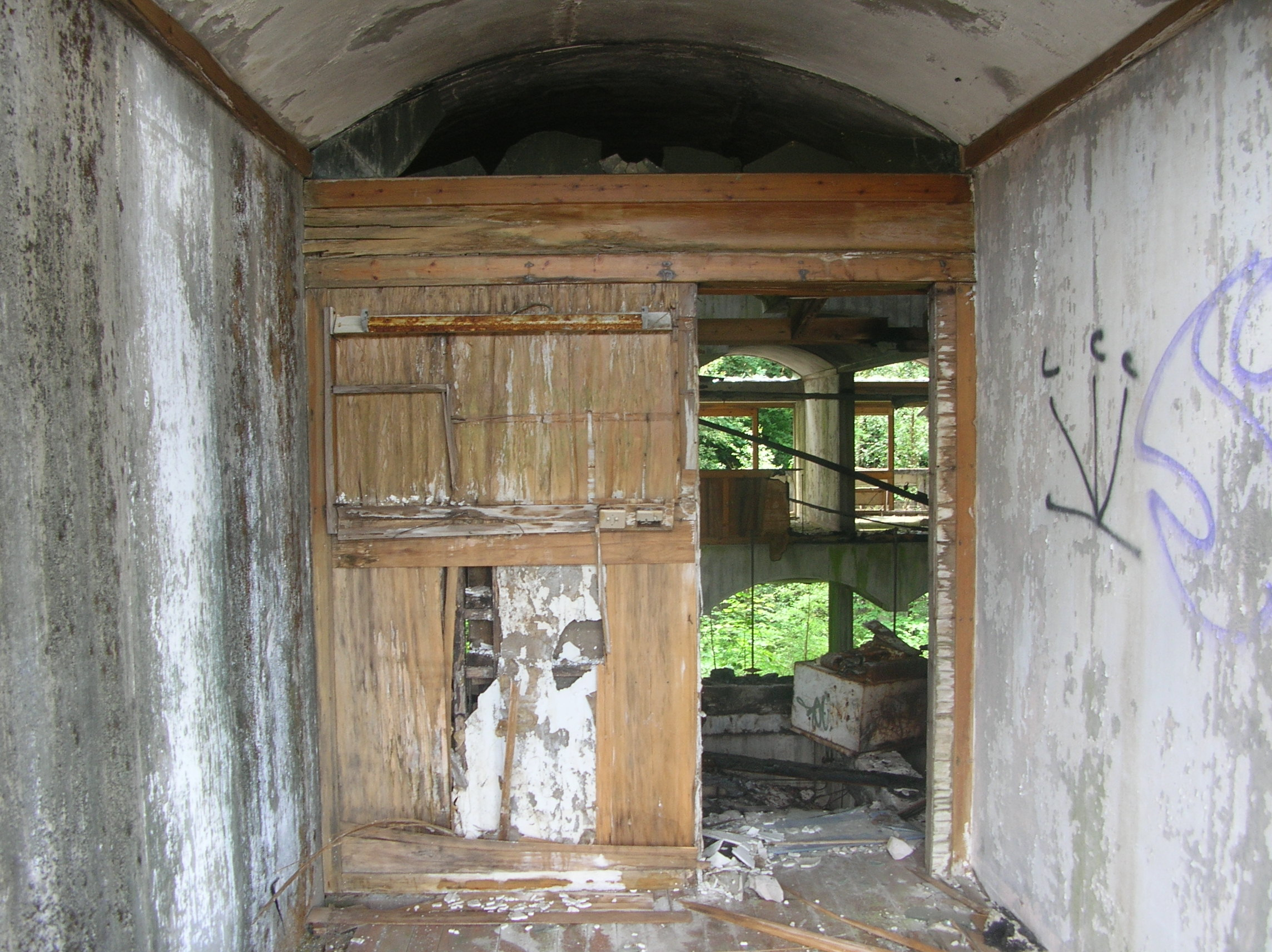
Studentrum